# SU-122
SU-122 (ros. СУ-122) – średnie samobieżne działo pancerne produkcji radzieckiej z okresu II wojny światowej.

## Historia
W wyniku doświadczeń początkowego okresu wojny sowiecko-niemieckiej Gławnoje Artillerijskoje Uprawlienije (GAU, Główny Zarząd Artylerii) podjęło na posiedzeniu w dniu 15 kwietnia 1942 roku decyzję o wprowadzeniu do uzbrojenia dział samobieżnych uzbrojonych w armaty ZiS-3, 61-K, haubicę M-30 i haubicoarmatę MŁ-20. Do budowy dział samobieżnych miały być używane podwozia już produkowanych czołgów sowieckich i zdobycznych pojazdów niemieckich.
Według początkowych planów do budowy działa uzbrojonego w haubicę 122 mm miały służyć podwozia niemieckich dział samobieżnych Sturmgeschütz III. Prototyp działa mieszczącego w podwyższonej nadbudówce haubicę M-30 powstał w 1942 roku i otrzymał oznaczenie SG-122. Pomimo planów budowy 63 dział tego typu ostatecznie powstało tylko 8-10 wozów użytych tylko do szkolenia załóg dział samobieżnych. Później próbowano także umieścić M-30 na podwoziach czołgów PzKpfw III i PzKpfw IV, ale podjęta po próbach prototypów SU-122/T-3 i SU-122/T-4 decyzja o rozpoczęciu produkcji seryjnej została szybko anulowana.
Równolegle do prób zastosowania podwozi niemieckich trwały prace nad haubicą samobieżną wykorzystującą podwozie sowieckiego czołgu T-34. Na podwoziu tym próbowano początkowo umieścić 76 mm armaŧę czołgową F-34. Powstał w ten sposób niszczyciel czołgów U-34. Był on uzbrojony identycznie jak T-34, ale dzięki umieszczeniu działa w nieruchomej kazamacie był niższy o około 70 cm i pomimo grubszego pancerza lżejszy o 2 tony. Pojazd ten nie był produkowany seryjnie, ale w UZTM podjęto prace nad wozem łączącym rozwiązania z U-34 i SG-122. Równolegle konkurencyjny prototyp powstawał w Fabryce nr 9 produkującej haubice M-30. Ostateczny prototyp skonstruowany w UZTM oznaczony U-35 wykorzystywał podwozie i nadbudówkę U-34, zespół odrzutowy, kołyskę, łoże górne, mechanizm podniesienia i kierunku, oraz celownik haubicy M-30, a także elementy służące do zamocowania działa w przedziale bojowym i osłonę kołyski z SG-122.
Pierwszy prototyp U-35 był gotowy 30 listopada 1942 roku. Tego samego dnia przejechał 50 km i oddał 20 strzałów. Już pierwsze próby ujawniły, że kąty ostrzału haubicy są za małe, dosyłacz pocisków niedoskonały, przedział załogi zbyt słabo wentylowany, a konieczność obsługi działa przez dowódcę odrywa go od obserwacji terenu. Wady te starano się wyeliminować. Zwiększono kąty ostrzału i zamocowano wentylator usuwający z przedziału załogi gazy prochowe.
Próby wojskowe U-35 odbyły się w dniach 5–19 grudnia 1942 roku, równolegle z prototypami SU-122/T-3 i SU-122/T-4. W czasie prób U-35 wystrzelił 281 pocisków (161 z nich miało wzmocniony ładunek miotający). W wyniku prób, pomimo zauważonej ciasnoty przedziału bojowego i stosunkowo niskiej szybkostrzelności uzbrojenia (5 strz./min w porównaniu 7–8 strz./min uzyskanych w SG-122), U-35 został przyjęty do uzbrojenia jako SU-122. Decyzję o rozpoczęciu produkcji seryjnej podjęto 5 grudnia 1942 roku, w pierwszym dniu prób wojskowych. Pierwsze egzemplarze seryjne były gotowe pod koniec grudnia. Różniły się one od prototypu. W celu uproszczenia produkcji przednia płyta kadłuba miała w egzemplarzach seryjnych jednolity kąt nachylenia. Zmieniono organizację przedziału bojowego przenosząc stanowiska załogi i stelaże na amunicję. Zlikwidowano część szczelin obserwacyjnych, a w zamian za to dowódca otrzymał panoramiczny przyrząd obserwacyjny. 28 grudnia 1942 roku na przyfabrycznym poligonie odbyły się pierwsze próby fabryczne seryjnego egzemplarza działa.
Według planów do końca grudnia 1942 roku miało powstać 25 SU-122, a ostatecznie miało powstawać 100 dział tego typu miesięcznie. Według danych fabrycznych wyprodukowano 636 seryjnych SU-122 (inne źródła wymieniają liczby 611 i 615 sztuk). Produkcję zakończyła decyzja GKO nr 3892 z 7 sierpnia 1943 roku.

## Opis

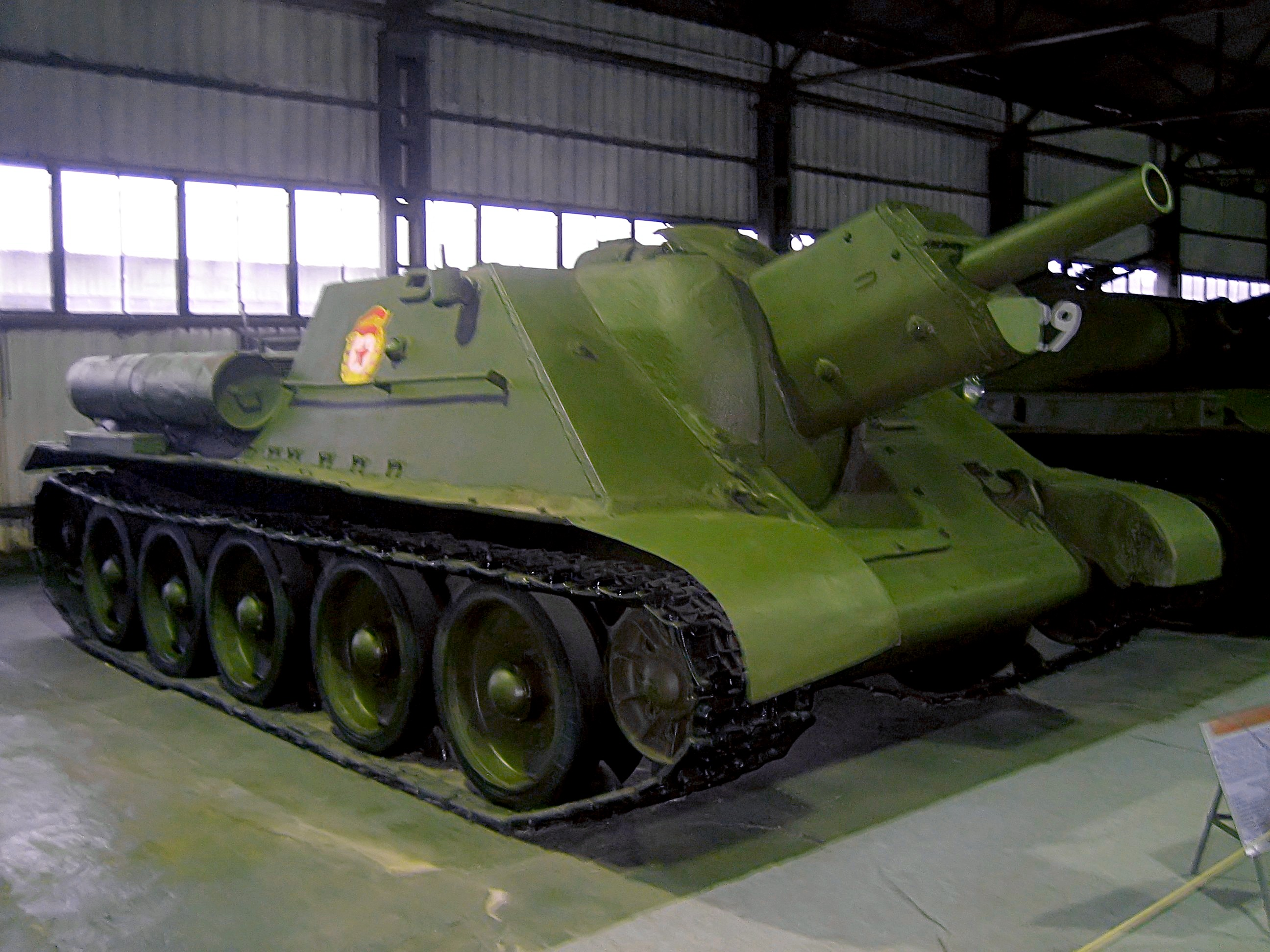
Jedyny istniejący obecnie egzemplarz SU-122, eksponat Muzeum czołgów w Kubince

SU-122 był działem pancernym przeznaczonym do wsparcia czołgów i piechoty. Załogę SU-122 tworzyli: dowódca, działonowy, mechanik-kierowca i dwóch ładowniczych.
Mechanik-kierowca miał stanowisko po lewej stronie działa. Przed nim znajdował się luk obserwacyjny wykorzystywany podczas przemarszów. W czasie walki był on zamykany i kierowca używał wyciętej w jego pokrywie szczeliny obserwacyjnej. Za kierowcą siedział celowniczy obsługujący mechanizm celowania w poziomie. Jego dodatkowym zadaniem była obserwacja terenu przed pojazdem. Po prawej stronie armaty zajmował miejsce dowódca. Obsługiwał on mechanizm podniesienia haubicy. Dowódca wyposażony był w celownik panoramiczny PTK-5. Obsługiwał także znajdująca się na wyposażeniu czołgu radiostację krótkofalową 9RM. Po bokach zamka haubicy stanowiska zajmowali ładowniczy. Wszyscy członkowie załogi byli połączeni ze sobą przy pomocy telefonu czołgowego TPU-3 bisF. Załoga zajmowała miejsca w pojeździe przez pojedynczy właz w stropie pojazdu. Do samoobrony służyły jej dwa pistolety maszynowe PPSz i 20 granatów obronnych F-1.
Kadłub SU-122 był zespawany ze stalowych blach o grubości (nachyleniu):
- przednia część kadłuba – 45 mm (50°)
- boki kadłuba – 45 mm (20°)
- tył kadłuba – 40 mm
- strop i dno – 20 mm

W przedniej płycie znajdowało się duże wycięcie na lufę haubicy. Haubica M-30 była za pomocą trzpienia łoża dolnego zamocowana w gnieździe przyspawanym do dna przedziału bojowego. W stosunku do działa holowanego wzmocniono sprężynowe odciążacze. Zastosowanie masowo produkowanej haubicy ułatwiło produkcję, ale długość jej odrzutu równa 1100 mm utrudniała rozplanowanie przedziału bojowego. Zainstalowana w SU-122 wersja haubicy M-30 miała masę około 1200 kg i lufę długości 22,7 kalibru. Kąt ostrzału w poziomie był równy 20°, w pionie od −3° do +25°. Szybkostrzelność działa sięgała 5–6 strz./min. Zapas amunicji wynosił 40 naboi i ładunków miotających. Podstawowym pociskiem był odłamkowo-burzący OF-462 o masie 21,76 kg przeznaczony do zwalczania piechoty i umocnień. Latem 1943 roku jednostkę ognia uzupełniono kumulacyjnymi pociskami BP-460A o przebijalności 100–120 mm które służyły do zwalczania celów pancernych.
Napęd SU-122 stanowił 12-cylindrowy czterosuwowy, wysokoprężny W-2-34 o pojemności 38 800 cm³ i mocy 500 KM przy 1800 obr. Cylindry silnika miały średnicę 150 mm, skok tłoka 180–186 mm. Stopień sprężania 1:15. Silnik chłodzony był cieczą. Moc z silnika na koła napędowe była przenoszona przy pomocy mechanicznego układu przeniesienia mocy. Składał się on z suchego sprzęgła głównego i mechanicznej skrzyni przekładniowej z czterema biegami do przodu i jednym wstecznym (późniejsze wozy miały pięć biegów do przodu). Mechanizm skrętu składał się z dwóch sprzęgieł bocznych, dwóch jednostopniowych przekładni bocznych i hamulców taśmowych.
SU-122 miał zawieszenie niezależne na sprężynach spiralnych. Każde z 10 podwójnych kół jezdnych było połączone za pomocą wahacza ze sprężyną. Koła jezdne były wyposażone w bandaże gumowe. Napęd z silnika był przekazywany na znajdujące się w tylnej części pojazdu koła napędowe. Z przodu pojazdu znajdowały się koła napinające. Wóz miał dwie gąsienice. Były to gąsienice jednogrzebieniowe, jednosworzniowe. Gąsienice miały szerokość 500 mm, podziałkę 170 mm. Długość oporowa gąsienicy była równa 3830 mm, a rozstaw pomiędzy środkami gąsienic 2450 mm.
Wóz wyposażony był w jednoprzewodową instalację elektryczną 12/24 V.

## Służba
Dostarczone w grudniu działa SU-122 skierowano do ośrodków szkoleniowych i dwóch pierwszych jednostek bojowych: 1433 i 1434 pułku artylerii samobieżnej. Według etatu 08/158 pułk miał mieć dwie baterie składające się z 4 SU-122 każda, oraz cztery baterie po cztery dział SU-76, a więc dysponować łącznie 8 Su-122 i 17 SU-76 (siedemnasty wóz był wozem dowodzenia). Według planów miało powstać 30 pułków podporządkowanych korpusom pancernym i zmechanizowanym.
W styczniu 1943 roku oba pułki zostały wysłane na Front Wołchowski i podporządkowane 54 Armii. 14 stycznia 1943 roku po raz pierwszy zostały użyte w rejonie Smierdnego. W wyniku doświadczeń bojowych za optymalne uznano posuwanie się dział samobieżnych 400–600 m za atakującymi czołgami (czasami dystans ten zmniejszano do 200–300 m). W czasie walk SU-122 okazały się efektywniejszym środkiem walki niż SU-76. W związku z tym ich etat zmieniono na 08/191. Przewidywał on że pułk będzie miał dwie baterie SU-76 i trzy SU-122 (łącznie 20 pojazdów). W lutym 1943 roku utworzono 19 Szkolny Pułk Artylerii Samobieżnej, a w marcu tego roku pułki bojowe: 1485 i 1487. W kwietniu 1943 roku organizację jednostek ponownie zmieniono. Zgodnie z etatem 010/453 pułk średnich dział samobieżnych miał się składać z czterech baterii dział SU-122 (łącznie 16 pojazdów), działa SU-122 lub czołgu T-34 dowódcy pułku i samochodu pancernego BA-64. W takiej postaci pułki dział SU-122 walczyły do początki 1944 roku. Później zadania SU-122 były przejmowane przez ciężkie SU-152, ISU-122 i ISU-152, oraz średnie SU-85. Końca wojny doczekały nieliczne SU-122. Do dzisiaj przetrwał tylko jeden egzemplarz tego działa eksponowany w Muzeum czołgów w Kubince

## Wersje rozwojowe
Pomimo że decyzja GAU zakładała, że działo samobieżne SU-122 będzie uzbrojone w haubicę M-30 szybko wyszło na jaw że takie uzbrojenie nie jest optymalne w przypadku pojazdu pancernego. Działo zajmowało znaczną część przedziału bojowego, a do jego wycelowania potrzebna była współpraca dowódcy i celowniczego. Dlatego już w styczniu 1943 roku ruszyły prace nad wyposażeniem SU-122 w inną haubicę.
Jako pierwszy prototyp powstało działo SU-122M. Było ono uzbrojone w 122 mm haubicę D-11. Był to wariant 122 mm haubicy U-11 montowanej w czołgach artyleryjskich KW-9 i prototypowym IS-2 (nie mylić z mającym to samo oznaczenie seryjnym IS-2 uzbrojonym w 122 mm armatę D-25T). Haubicę zamocowano w jarzmie zapożyczonym z SU-85. Pojazd wyposażono w powiększoną nadbudówkę pancerną. Większa nadbudówka i armata o mniejszej długości odrzutu (600 zamiast 1100 mm) pozwoliły na racjonalniejsze zagospodarowanie przedziału bojowego. Dodatkowym plusem było umieszczenie pokrętła mechanizmu kierunku i podniesienia po jednej stronie dzięki czemu celowniczy mógł samodzielnie celować z działa.
SU-122M przeszedł w dniach 18–23 czerwca 1943 próby państwowe. W czasie ich trwania przejechał 858 km i oddał 229 strzałów z działa. Komisja nadzorująca próby zaleciła skierowanie SU-122M do uzbrojenia, ale miała także uwagi krytyczne. Za zbyt dużą uznano masę pojazdu (31,5 t), za zbyt mały zapas amunicji (34 nab.). W efekcie powstał nowy prototyp o oznaczeniu SU-122-III. Był on uzbrojony w 122 mm haubicę D-6S-122 wykorzystującą podzespoły 85 mm armaty D-5 działa samobieżnego SU-85. Próby tego prototypu odbyły się w dniach 25 lipca – 6 sierpnia 1943 roku. W czasie prób doszło do uszkodzenia powrotnika haubicy. Awaria ta i niska skuteczność haubic 122 mm w zwalczaniu celów pancernych sprawiała, że podjęto decyzję o zakończeniu produkcji i prac nad samobieżnymi haubicami 122 mm. Ich zadania miały przejąć działa SU-85 wspierane w miarę potrzeby przez ciężkie działa SU-152, ISU-122 i ISU-152. Decyzja ta z perspektywy czasu wydaje się błędna. Dopracowane SU-122-III dzięki konstrukcji zunifikowanej z SU-85 mogły z nim skutecznie współpracować. Zgrupowanie tych dział w jednej jednostce pozwoliłoby połączyć dużą skuteczność zwalczania celów pancernych przez SU-85 z wysoką skutecznością SU-122-III w zwalczaniu celów nieopancerzonych. Wykruszanie się w walkach SU-122 i brak ich następcy sprawił, że piechota była wspierana przez działa SU-76 i SU-85, które wystrzeliwały pociski o niewielkiej masie i miały niską skuteczność zwalczania celów nieopancerzonych. Wysoką skutecznością wobec takich celów cechowało się uzbrojenie dział ISU-122 i ISU-152, ale te ciężkie działa miały duże gabaryty i masę i w związku z tym trudne było ich użycie bezpośrednio w szykach atakującej piechoty.